# Layem
Layem (arabe : ليام, littéralement Les Jours, est un feuilleton télévisé en seize épisodes de 45 minutes écrit et dialogué par Tahar Fazaa, réalisé par Khaled Barsaoui, produit par Cactus production, et diffusé par la chaîne Ettounsiya TV et en simultané sur El Hiwar El Tounsi durant le ramadan 2013. Le générique de la série est accompagné d'une chanson interprétée par Asma Othmani.

## Synopsis
La série est basée sur des problèmes de la société tunisienne : contrastes et inègalités sociales, trafics d'armes, vente clandestine d'alcool, adultère, viols, extrémisme religieux, banditisme, corruption, etc. L'histoire se déroule dans une Tunisie post-révolutionnaire instable.

## Distribution
- Mohamed Ali Ben Jemaa
- Raouf Ben Amor
- Mohamed Arbi Mezni
- Dalila Meftahi
- Mariem Ben Chaâbane
- Oumayma Ben Hafsia
- Fethi Haddaoui
- Chekra Rammeh
- Amal Jlizi
- Amel Alouane
- Samia Rhaiem
- Fayçal Hdhiri
- Meriam Ben Hussein
- Mehedheb Remili
- Amira El Jaziri
- Mohamed Akkari
- Bilel Béji
- Ali Khemiri
- Hamdi Hadda
- Roua Bennani
- Rahma
- Mohamed Mrad
- Amine Nasr
- Mehdi Ben Rabah
- Dhaker Bejaoui
- Meriem Miladi